# 袁学澜故居
31°18′35″N 120°37′49″E / 31.30972°N 120.63028°E
袁学澜故居位于江苏省苏州市姑苏区官太尉路15、17、17-1号，2009年被列为苏州市文物保护单位。

## 历史
袁学澜（1804-1879年），字文绮，号春巢，元和县人，著有《吴郡岁华纪丽》十二卷、《吴俗箴言》一卷附《吴俗讽喻诗》一卷等。
袁学澜故居原为卢氏旧宅，1852年被袁学澜买下，因毗邻罗汉院双塔，故称双塔影园。